# União das Freguesias de Ardegão, Arnozela e Seidões
Die União das Freguesias de Ardegão, Arnozela e Seidões ist eine portugiesische Gemeinde (Freguesia) im Kreis (Concelho) Fafe, Distrikt Braga, im Nordwesten Portugals.

## Geschichte
Die Gemeinde entstand im Zuge der Gebietsreform vom 29. September 2013 durch die Zusammenlegung der ehemaligen Gemeinden Ardegão, Arnozela und Seidões.
Seidões wurde Sitz der neuen Verwaltung.

## Demographie

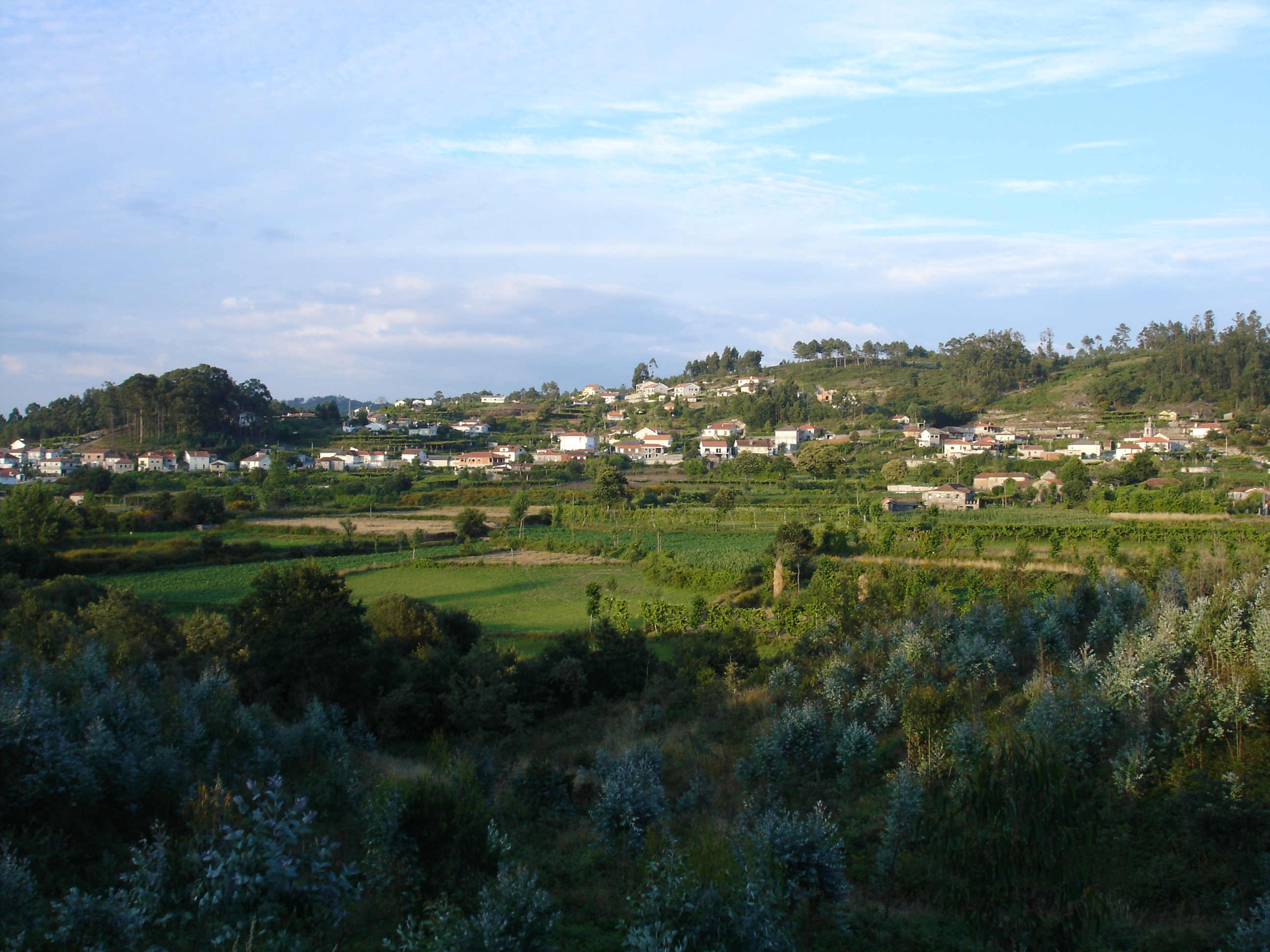
Ardegão

| Freguesia | Freguesia                   | Freguesia | Freguesia       | ehemalige Freguesias | ehemalige Freguesias | ehemalige Freguesias | ehemalige Freguesias |
| --------- | --------------------------- | --------- | --------------- | -------------------- | -------------------- | -------------------- | -------------------- |
| Wappen    | Freguesia                   | Einwohner | Fläche in (km²) | Wappen               | Freguesia            | Einwohner            | Fläche in (km²)      |
|           | Ardegão, Arnozela e Seidões | 949       | 9,78            |                      | Ardegão              | 301                  | 2,2                  |
|           | Ardegão, Arnozela e Seidões | 949       | 9,78            | Arnozela             | 265                  | 3,68                 |                      |
|           | Ardegão, Arnozela e Seidões | 949       | 9,78            | Seidões              | 512                  | 3,96                 |                      |